# Kevin Carter
Kevin Carter (Johannesburg, 13 september 1960 – aldaar, 27 juli 1994) was een journalist en fotograaf uit Zuid-Afrika. Op 23 mei 1994 won hij de Pulitzerprijs voor fotografie.

## Biografie
Carter groeide op in Parkmore, een witte buurt in de tijd van de apartheid. Zijn ouders Jimmy en Roma waren katholiek en zijn voorouders waren Engels. Hij zat tot 1976 op een katholieke kostschool in Pretoria. Hij begon aan een opleiding voor apotheker maar zijn cijfers waren slecht. Na een jaar ging hij bij de luchtmacht. Vier jaar later kreeg hij een baan bij een camerawinkel en zo werd hij in 1983 fotograaf, eerst voor de Johannesburg Sunday Telegraph en in 1984 bij de Johannesburg Star. Daar werkten meer blanke fotografen die de problemen van de apartheid vastlegden. De rellen werden steeds heftiger en voor journalisten werd het steeds gevaarlijker om naar de townships te gaan.

### The Bang Bang Club
In 1990 vormde hij de Bang Bang Club met Greg Marinovich (1962), Ken Oosterbroek (1963-1994) en João Silva (1966). Hoewel ze elkaars concurrenten waren, ontstond er een hechte vriendschap tussen de vier mannen. Oosterbroek werkte ook voor de Star. Marinovich won de Pulitzerprijs in 1990. Silva werkte van 1991 tot en met 1994 ook voor de Star en later voor The New York Times.

### Pulitzerprijs voor fotografie
Carter en Silva vlogen met de Verenigde Naties mee naar het dorp Ayod in Soedan, waar tijdens de Tweede Soedanese Burgeroorlog een ernstige hongersnood heerste. De VN bracht eten en Carter en Silva kregen een half uur om foto's te maken. Voor Carter was dit de eerste keer dat hij zoveel uitgehongerde mensen zag en hij fotografeerde allerlei kinderen. 
De prijswinnende foto werd door Carter verkocht aan The New York Times, die de later omstreden foto op 26 maart 1993 gepubliceerde. Er kwamen heftige reacties. Op de foto was een gier te zien en een meisje dat uitgehongerd en vermoeid op de grond lag. Het leek alsof het kind door de gier bedreigd werd. Men verweet hem dat hij het kind had moeten helpen en men vroeg zich af wat er daarna met het kind gebeurd was. Achteraf bleek het een jongetje te zijn. Kong Nyong werd niet door de gier aangevallen en is 17 jaar geworden. Omdat er op die plek regelmatig voedsel gebracht werd, was er wel vaker een gier om de restjes op te ruimen.
Hij heeft zich de kritiek erg aangetrokken en pleegde twee maanden na ontvangst van de Pulitzerprijs zelfmoord door de uitlaatgassen van zijn auto met een slang in zijn auto te brengen. Volgens zijn afscheidsbrief was hij depressief door al het oorlogsgeweld, het overlijden van Oosterbroek (een maand voordat Carter de Pulitzer won) en zijn grote financiële problemen.
De Manic Street Preachers zouden in 1996 het nummer Kevin Carter uitbrengen, vernoemd naar de overleden fotograaf.
- Gemeinsame Normdatei: 1059733005
- International Standard Name Identifier: 0000 0000 7116 3377
- Library of Congress Control Number: no2009143313
- PIC: 289014
- RKD-Nederlands Instituut voor Kunstgeschiedenis: 393584
- Virtual International Authority File: 100773683
- WorldCat: E39PBJfx9WfDtFFXdjpCP79FKd